# Tuzandeh Jan-e Now
Tuzandeh Jan-e Now (persan : توزنده جان نو, aussi romanisé Tūzandeh Jān-e Now) est un village iranien du district rural de Taghenkoh-e shomali, province de Khorasan-e Razavi.
Dans le recensement de 2006, sa population était de 147, sur 42 familles.